# Macmillan (rivière)
Pour les articles homonymes, voir MacMillan.
La rivière Macmillan est un cours d'eau du Yukon au Canada de 320 kilomètres (199 mi) de long. C'est un affluent de la rivière Pelly, elle-même affluent du  fleuve Yukon. Elle prend sa source dans les montagnes Mackenzie, à la frontière entre le Yukon et les Territoires du Nord-Ouest et coule en direction de l'ouest. Son débit moyen annuel est de 190 m3 s−1, et elle draine 13 800 km2 de territoire.

## Référence
- (en) Cet article est partiellement ou en totalité issu de l’article de Wikipédia en anglais intitulé « Macmillan River » (voir la liste des auteurs).